# DubVision
DubVision est un duo de disc jockeys néerlandais formé en 2010, composé des frères Stephan et Victor Leicher, respectivement nés en 1981 et 1989.

## Discographie

### Singles
- 2010 : Keep on Moving (C-Jay Edit) [The Sessions Recordings]
- 2010 : Milo Doesn't Care [The Sessions Recordings]
- 2010 : Flick Flux EP [Baroque Back Catalogue]
- 2010 : Digital Intercourse EP [Baroque Back Catalogue]
- 2010 : Into White EP [Rococo Records]
- 2011 : Tune In On [Confidence Recordings (Spinnin')]
- 2011 : The Arena [Zouk Recordings (Armada)]
- 2011 : All By Myself [Spinnin' Records]
- 2011 : All By Myself (David Jones Remix) [Spinnin' Records]
- 2012 : You & I (avec Project 46) [Spinnin' Records]
- 2013 : Redux [Spinnin' Records]
- 2013 : Into the Light (avec Sander Van Doorn) [Doorn Records (Spinnin')]
- 2013 : Triton (Dance Valley 2013 Anthem) [Spinnin' Records]
- 2013 : Rifler [Doorn Records (Spinnin')]
- 2014 : Rockin (avec Firebeatz) [Spinnin' Records]
- 2014 : Hollow [Spinnin' Records]
- 2014 : Backlash (Martin Garrix Edit) [Spinnin' Records]
- 2014 : Sun in Your Eyes (avec Michael Brun) [Kid Coconut]
- 2014 : Destination (avec Feenixpawl) [Axtone Records]
- 2014 : Turn It Around [Spinnin' Records]
- 2015 : Broken [Spinnin' Records]
- 2015 : Vertigo feat. Ruby Prophet [Spinnin' Records]
- 2015 : Invincible (avec Firebeatz feat. Ruby Prophet) [Spinnin' Records]
- 2015 : Heart (Instrumental Mix / Vocal Mix) [Spinnin' Records]
- 2015 : Yesterday Is Gone (avec Dash Berlin) [Armada Trice]
- 2016 : Sweet Harmony [Musical Freedom]
- 2016 : A Million Miles [Kid Coconut]
- 2016 : Magnum [Revealed Recordings]
- 2016 : Primer [Revealed Recordings]
- 2016 : Under The Stars (avec Justin Oh) [Revealed Recordings]
- 2017 : Geht's Noch [Musical Freedom]
- 2017 : Fall Apart [Armada Trice]
- 2017 : Something Real (avec Nevve) [Armada Trice]
- 2017 : Paradise [Armada Trice]
- 2017 : New Memories (avec Afrojack) [Wall Recordings]
- 2018 : Keep My Light On (avec Raiden) [STMPD RCRDS]
- 2018 : Steal The Moon [Armada Music]
- 2018 : Antares [Armada Music]
- 2018 : Yesterday (avec Raiden) [STMPD RCRDS]
- 2019 : Are You Listening (avec Handed) [Armada Music]
- 2019 : Enlighten Me (avec Syzz) [Armada Music]
- 2019 : Rescue Me (avec Vigel et Nino Lucarelli) [Armada Music]
- 2019 : Hope [Armada Music]
- 2019 : Back To Life (avec Afrojack) [Armada Music]
- 2019 : Young Money [STMPD RCRDS]
- 2019 : Lambo (avec Firebeatz) [STMPD RCRDS]
- 2020 : One Last Time (avec Alesso) [Alefune AB]
- 2020 : Into You [STMPD RCRDS]
- 2020 : Take My Mind [STMPD RCRDS]
- 2020 : Sign [STMPD RCRDS]
- 2020 : Like This [STMPD RCRDS]
- 2020 : Grollow (avec METAFO4R et Firebeatz [Spinnin' Records]
- 2020 : Melody (avec MICAR, Marmy et JASH) [Raison Music]
- 2020 : Stand By You (avec Pontifexx) [STMPD RCRDS]
- 2021 : Deeper [STMPD RCRDS]
- 2021 : I Wanna Be There (avec ANML KNGDM) [Electronic Nature]
- 2021 : Bad Blood (avec Deep Vice) [STMPD RCRDS]
- 2021 : I Should Be Loving You (avec Armin van Buuren et YOU) [Armada Music]
- 2021 : I Don't Wanna Know [STMPD RCRDS]
- 2021 : No More [Rave Culture Music]
- 2021 : Anywhere With You (avec Afrojack et Lucas & Steve) [Wall Recordings]
- 2021 : Sometimes (avec The Him) [STMPD RCRDS]
- 2022 : Starlight (Keep Me Afloat) (avec Martin Garrix et Shaun Farrugia) [STMPD RCRDS]
- 2022 : Stay With You (avec Never Sleeps, Manse et Afrojack) [Tomorrowland Music]
- 2022 : Oxygen (avec Martin Garrix et Jordan Grace) [STMPD RCRDS]

### Remixes
- 2010 : C-Jay & Shylock – Watch Closely
- 2010 : Jon Kong – Elevate
- 2011 : Hyline & Jaybeetrax – Disturb
- 2011 : Derek Howell – Stride
- 2011 : Glitter – Tageskarte
- 2011 : Eddie Middle-Line – Sunset Feel
- 2012 : DJ Becha – Goodbye
- 2012 : Dark Matters & Jess Morgan – The Real You
- 2012 : Sam Obernik & The Str8jackets – Love & Oxygen
- 2012 : Syke'n'Sugarstarr & Jay Sebag – Like That Sound
- 2012 : Pascal & Pearce – Disco Sun
- 2012 : Discopolis – Committed To Sparkle Motion
- 2013 : Afrojack – The Spark
- 2013 : Avicii vs Nicky Romero - I Could Be The One
- 2014 : Icona Pop – Just Another Night
- 2014 : Dimitri Vegas & Like Mike – Chattahoochee
- 2014 : Foster The People – Coming of Age
- 2014 : Sander Van Doorn, Martin Garrix & DVBBS feat. Aleesia – Gold Skies
- 2015 : Dirty South feat. Sam Martin – Unbreakable
- 2015 : Avicii - For A Better Day
- 2016 : NERVO, Harrison Miya - Bulletproof (DubVision Remix) [Ultra]
- 2016 : Kris Menace, Lifelike - Discopolis
- 2016 : Fais, Afrojack - Hey
- 2016 : The Chainsmokers, Charlee - Inside Out
- 2016 : Axwell /\ Ingrosso - Thinking About You
- 2017 : Martin Garrix, Dua Lipa - Scared to Be Lonely
- 2017 : Armin van Buuren, Garibay, Olaf Blackwood - I Need You
- 2017 : Afrojack, David Guetta, Ester Dean - Another Life
- 2018 : Martin Garrix, Khalid - Ocean